# These Are Our Children
These are our children est le premier album du groupe I Monster sorti en 1997.

## Liste des chansons
| No  | Titre                                             | Durée |
| --- | ------------------------------------------------- | ----- |
| 1.  | Entrance                                          |       |
| 2.  | Victor                                            |       |
| 3.  | French Mods Can't Drink                           |       |
| 4.  | Animal Magic                                      |       |
| 5.  | Burlesque                                         |       |
| 6.  | Laser Gun                                         |       |
| 7.  | The Jardine Boys                                  |       |
| 8.  | Interlude                                         |       |
| 9.  | Play in My Park                                   |       |
| 10. | Danger at the Dial House Club                     |       |
| 11. | Madmam                                            |       |
| 12. | Daydream In Blue (With The Gunter Kallmann Choir) |       |
| 13. | Err?                                              |       |
| 14. | Exit                                              |       |